# Zygosepalum revolutum
Zygosepalum revolutum är en orkidéart som beskrevs av Leslie Andrew Garay och Gustavo Adolfo Romero. Zygosepalum revolutum ingår i släktet Zygosepalum och familjen orkidéer.
Artens utbredningsområde är Colombia. Inga underarter finns listade i Catalogue of Life.